# ФБА 1
ФБА 1 (енгл. FBA 1 Ca2 Avion-Canon) је ловачки авион направљен у Француској. Авион је први пут полетео 1917. године. 

Размах крила је био 14,5 метара а дужина 10,1 метара.

## Наоружање
| Наоружање авиона: ФБА 1        |          |
| Ватрено (стрељачко) наоружање  |          |
| Топ                            |          |
| Број и ознака топа             | 1 Хочкис |
| Калибар                        | 37       |
| Митраљез                       |          |
| Бомбардерско наоружање (бомбе) |          |
| Ракетно наоружање (ракете)     |          |